# Dragon 64
O Dragon 64 foi um computador doméstico britânico lançado em 1983 pela Mettoy/Dragon Data, com 64 KBytes de memória RAM, diferenciando-se assim do [Dragon 32], que possuía 32 KBytes de RAM.
Suas características de hardware e sistema eram muito semelhantes às do Dragon 32, diferenciando-se em pequeninos detalhes:
- Memória RAM de 64 KBytes.
- Porta serial RS232 adicional.
- Console na cor cinza claro (a console do Dragon 32 era bege).

Fora esses poucos detalhes (e do nome da placa identificadora da console), as duas máquinas eram exatamente as mesmas.